# 趙一明
趙一明（韓語：조일명，1903年—1953年），又名趙斗元（韓語：조두원），北韓政治人物，國內派人，官至朝鮮勞動黨中央委員會委員。後於1953年因間諜罪而被處死。

## 生平
趙一明出生於江原道襄陽郡。1920年代初，他因參與社會運動而被日本殖民地政府追捕。為此，他逃到蘇聯，並在東方勞動大學留學。在這兒，他認識到朴憲永等人。完成學業後，趙一明返回朝鮮半島。1929年，他加入朝鮮共產黨，並與權五稷等人一同擔當重建黨的工作。翌年，他因參與共產主義活動而被殖民地政府投進監獄3年。
1945年，日本投降，二戰結束，趙一明留在朝鮮半島南部，但為北韓政府效力。在這一年，他先後成為中央委員會委員及《解放日報》的主編。翌年被委任為民主主義民族戰線常任委員及土地農業問題研究委員。1947年12月，他投奔到北韓，並繼續成為朝鮮勞動黨中央委員會委員。1950年韓戰期間，朝鮮人民軍在佔領漢城時趙一明曾與國內派首領李承燁任職為當地的人民委員會委員長。1953年，李承燁被時任最高領導人金日成指控為顛覆政府的間諜，趙一明也被捲入其中而被處死。

## 資料來源
1. 1 2 3 4 5 6 7  조두원 的存檔，存档日期2013-12-27.